# Arquitetura Maori
Os Maoris possuem alguns tipos de construções tradicionais, são elas: Wharepuni (as casas onde dormiam), Pātaka (armazéns), Kāuta (casas de cozinha) e Wharenui (importantes casas de reunião). 
Com o passar dos anos e com a vinda dos colonizadores, as técnicas utilizadas sofreram alterações devido a influências externas, principalmente por parte das formas arquitetônicas da Europa, no uso de materiais e tecnologias importadas, como por exemplo: o ferro, o vidro e os pregos. Portanto, as construções atuais possuem uma aparência mais ocidental no senso da altura das portas que sofreu um aumento, e seu interior alto o suficiente para acomodar um “estrangeiro”, porém no quesito de espaços, por muito tempo se mantiveram sua característica de unicelular idade. A partir de 1870 a população foi incentivada a fazer suas construções com base na arquitetura europeia, por serem consideradas mais civilizadas e saudáveis. Em algumas regiões essas mudanças foram mais imediatas, já em outras a alteração para o estilo europeu foi mais lenta resistindo até o final do século XX.

## Materiais e métodos construtivos
Os materiais utilizados nas edificações eram de origem local, sendo eles: a madeira tratada de forma artesanal em estacas delgadas que serviam de estrutura para a construção, a grama, o feno e o junco que serviam de revestimento para o telhado (alguns destes também podendo ser forrados por cascas de árvores), as paredes e por fim o piso que geralmente era feito em terra. A madeira utilizada para a laje era a de Totara, proveniente de uma árvore típica do país

## Técnicas e processos construtivos
Descrito como um processo antigo desenvolvido por esses povos, com os materiais que possuíam no local, começando a partir do piso, caracterizado por ser afundado na terra em uma profundidade de trinta a sessenta centímetros, por motivos de isolamento térmico, de frente para o sol e sendo coberto por resistentes esteiras de linho. Já nas paredes, sua base é feita em madeira, no exterior são recobertas com terra amontoada, fornecendo assim, isolamento térmico, além da grama e feno que se caracterizam por serem camadas posteriores. Ademais, o telhado sendo descrito por ser em duas águas, também possuindo seu alicerce em madeira, revestido por junco e cascas de árvores.

## Tipos de edificações maori

#### Wharepuni
A Wharepuni é caracterizada por ser a construção utilizada como dormitório, ela recebia mais de uma família. Esse tipo de edificação não possuía tantos adornos como nas outras tipologias, a não ser que pertencesse a um líder de grande prestígio da comunidade. Neste caso a construção receberia uma placa pintada de ocre ou vermelho e uma obra esculpida representando a ancestralidade da família, esse ornamento recebe o nome de tekoteko. Possuindo pé direito baixo, o telhado era inclinado e projetava-se cinquenta centímetros a frente da parede, de modo a formar uma espécie de marquise e abaixo dela eram posicionados bancos para acomodação familiar. As pessoas tinham que adentrar a construção sobre suas mãos e joelhos. Ao lado da porta, está posicionado um buraco que serve como janela e também de chaminé para a lareira que está ali posicionada, esta era feita pela delimitação uma área quadrada no chão por madeira ou pedra e ao centro o fogo aceso.

#### Wharenui
O Wharenui é uma casa de reuniões esculpida que faz parte do Marae, local de encontro e convivência, onde acontecem reuniões, festas, celebrações religiosas e outros eventos importantes da tribo. Além do Wharenui, o Marae também abriga um espaço aberto em frente (marae ātea), uma sala de jantar, cozinha, e um banheiro. O Wharepuni era construído representando a forma de um corpo humano. Sendo o “tekoteko”, a figura esculpida que representava a cabeça, abaixo está posicionado o “koruru” uma máscara, as “maihi”, tábua empenada posicionada à frente formando braços abertos que acolhiam os visitantes, os “amos” são placas curtas em frente a obra que representavam as pernas. A cumeeira “tahuhu” representa a coluna, as vigas “heke” representam as costelas, descem do “tahuhu” até o “poupou” que são as figuras esculpidas posicionadas ao redor das paredes. A parte de trás do edifício é considerada como representação do passado ancestral, e a parte da frente o presente e o futuro, sendo reforçado por sua localização, com a fachada frontal voltada para o leste, com o nascer do sol, um evento associado a renovação. Esta construção é vista por eles como o local onde reside o deus da paz, Rongo-mā-Tāne. O seu interior contém entalhos e painéis que representam a genealogia da tribo. Também possuem fotos de pessoas queridas que já faleceram. Estes locais devem ser adentrados descalços e sem chapéus, isso marca a transição entre o mundo externo e o interno, de paz. Para os maoris, andar descalço é uma forma de conexão à natureza e ao ambiente, é um sinal de respeito. 

#### Pãtaka
O Pātaka era um edifício destinado ao armazenamento de alimentos, se encontrava elevado em relação ao nível do solo, para a proteção contra predadores, acessado por uma escada ou rampa removível. Ainda existiam outros tipos de pātakas, para armazenar equipamentos diversos. Representavam a riqueza e prosperidade da tribo, sendo detalhadamente esculpidos. 

#### Kãuta
O Kāuta era um abrigo simples destinado ao preparo e cozimento dos alimentos, geralmente possuía somente um telhado de palha apoiado em postes com paredes de madeira, não possuía adornos ou madeira esculpida por não considerarem a alimentação algo sagrado, portanto, esse serviço era executado por escravos ou membros de baixo escalão da tribo.